# Culex perkinsi
Culex perkinsi é um espécie de mosquito do Género Culex, pertencente à família Culicidae.